# Childebert I

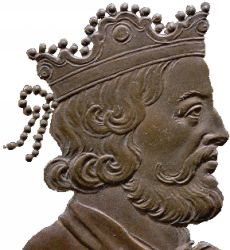
Childebert I

Childebert I, född cirka 496 i Reims, död 558, frankisk, merovingisk kung, en av Klodvigs fyra söner (de övriga var Chlothar I, Chlodomer och Theoderik I).
Då frankerriket delades efter Klodvigs död 511 erhöll Childebert ett område kring Paris som avgränsades mot norr av floden Somme och i väster sträckte sig till Engelska kanalen och innefattade Bretagne), som då kallades Armorica.  
Efter mordet på Chlodomers barn 524 annekterade Childebert städerna Chartres och Orléans. Därefter deltog han i flera expeditioner mot kungadömet Burgund, och 534 fick han kontroll över Mâcon, Genève och Lyon. Då den visigotiske kungen Witigis överlämnade Provence till frankerna 535 överlät Childerberts bröder Arles och Marseille till honom.
Childebert ledde också flera krigståg mot visigoterna i Spanien. Med hjälp av sin bror Chlothar I intog han 542 Pamplona och belägrade därefter Zaragoza men tvingades till reträtt. Hem från detta krigståg medförde Childebert en värdefull relik, Sankt Vincents tunika, vilket föranledde uppförandet av ett kloster i Paris, numera känt som Saint-Germain-des-Prés.
Childebert dog utan tronarvingar 558 och begravdes i klostret han grundat. Graven återupptäcktes på 1800-talet.